# The Very Best of Santana
The Very Best of Santana é um álbum dos melhores êxitos lançada em 1996 pela banda americana Santana.

## Faixas
1. "Europa (Earth's Cry Heaven's Smile)"
2. "Black Magic Woman/Gypsy Queen"
3. "Oye Como Va"
4. "Samba Pa Ti"
5. "Carnaval"
6. "She's Not There"
7. "Soul Sacrifice"
8. "Let the Children Play"
9. "Jugando"
10. "No One to Depend On"
11. "Evil Ways"
12. "Dance Sister Dance (Baila Mi Hermana)"
13. "Jingo-Lo-Ba"
14. "Everybody's Everything"
15. "Hold On"
16. "One Chain (Don't Make No Prison)"
17. "Lightning in the Sky"
18. "Standard Situation Evil Choice"
19. "Chillout (Things Gonna Change)"